# Berthe Qvistgaard
Berthe Qvistgaard, född den 11 augusti 1910 i Köpenhamn, död den 24 oktober 1999 på Frederiksberg, var en dansk skådespelerska och mångårig rektor på Statens Teaterskole.

## Biografi
Qvistgaard började sin karriär på Dagmarteatret, där hon spelade sin första huvudroll 1935. Efter en period på Det Ny Teater frilansade hon under 1950- och 1960-talen, innan hon 1967 blev rektor för det nystartade Statens Teaterskole, en post hon innehade fram till 1979.
Bland hennes främsta roller på teatern märks Amanda i Noel Cowards Privatliv, Inès i Jean-Paul Sartres Lyckta dörrar, generalinnan i Jean Anouilhs Toreadorvalsen, och fru Alving i Henrik Ibsens Gengangere. Hon mottog Tagea Brandts rejselegat for kvinder 1965.
Qvistgaard hade också en omfattande filmkarriär, som sträckte sig mellan 1935 och 1987. Hon dog 1999 i Alzheimers sjukdom, som hon levt med under 1990-talet.